# Rúben Dias
Rúben dos Santos Gato Alves Dias (Amadora, 14. svibnja 1997.) portugalski je nogometaš koji igra na poziciji centralnog beka. Trenutačno igra za Manchester City.

## Klupska karijera

### Benfica B
Dias je počeo trenirati nogomet 2006. godine kao devetogodišnjak u momčadi Estrele iz rodne Amadore. Dvije godine kasnije postao je član omladinske selekcije ekipe Benfice za čiju je juniorsku momčad igrao sve do 2015. godine. Prvi seniorski nastup, kao igrač Benfice B, imao je 30. rujna 2015. u drugoligaškoj utakmici protiv Chavesa koja je završila 1:1. S klubom je izborio finale UEFA Lige mladih 2016./17. Za Benficu B igrao je dvije sezone.

### Benfica
Za prvu momčad debitirao je 16. rujna 2017. u utakmici Primeira Lige protiv Boaviste od koje je Benfica izgubila 2:1. Dva mjeseca kasnije imao je upalu crvuljke, stoga je morao operirati slijepo crijevo zbog čega je mjesec dana proveo izvan terena. Prvi gol za Benficu postigao je 29. prosinca 2017. u utakmici Taça da Lige protiv Vitórije Setúbal s kojom je Benfica igrala 2:2, dok je prvi ligaški gol postigao 3. veljače 2018. protiv Rio Avea koji je poražen 5:1. Na kraju sezone imenovan je najboljim mladim igračem Primeira Lige.

### Manchester City
Dana 29. rujna 2020. Dias je potpisao šestogodišnji ugovor s Manchester Cityjem za 68 milijuna eura, od kojih je 56 Benfica odmah dobila te joj je City prodao Nicolása Otamendija za 15 milijuna eura. Iznos od 68 milijuna eura može narasti na 71,6 milijuna eura kroz bonuse povezanim s Diasovim nastupima. Za City je debitirao u utakmici Premier lige protiv Leedsa.  Svoj prvi gol za City postigao je 27. veljače u ligaškoj utakmici protiv West Hama. U toj sezoni osvojio je nagradu za nogometaša godine u Engleskoj, nagradu koju nije osvojio niti jedan branič od Steve Nicola u sezoni 1988./89. Te sezone također je imenovan igračem sezone Manchester Cityja i igračem sezone Premier lige. Manchester City je te sezone igrao finale UEFA Lige prvaka. Izgubio je od Chelseaja 0:1, a Dias je igrao od prve minute. Dias je uvršten u momčad sezone UEFA Lige prvaka 2020./21. Dias je prvi puta bio kapetan Manchester Cityja 15. rujna 2021. kada je asistirao Jacku Grealishu u utakmici UEFA Lige prvaka 2021./22. protiv RB Leipziga koji je poražen 6:3. Dias je bio član prve postave Manchester Cityja u finalu UEFA Lige prvaka 2023. u kojem je Manchester City dobio Inter Milan s minimalnih 1:0. Uvršten je u momčad sezone tog natjecanja.

## Reprezentativna karijera
Dias je igrao za sve omladinske selekcije Portugala, osim za selekciju do 18 godina. Za A selekciju debitirao je 28. svibnja 2018. u pripremnoj utakmici za Svjetsko prvenstvo protiv Tunisa s kojim je Portugal igrao 2:2. Iako je bio član portugalske momčadi na tom natjecanju, nije nastupao u niti jednoj od četiri utakmice u kojima je Portugal igrao. S Portugalom je u finalu UEFA Lige nacija 2018./19. pobijedio Nizozemsku s minimalnih 1:0 te je imenovan igračem utakmice. Dana 17. studenog 2020. zabio je svoja prva dva gola za reprezentaciju i to Hrvatskoj koja je na splitskom Poljudu poražena 3:2. Bio je dio momčadi Portugala na odgođenom Europskom prvenstvu 2020. i Svjetskom prvenstvu 2022.

## Priznanja

### Individualna
- Član momčadi Europskog prvenstva do 19 godina: 2016.[33]
- Nagrada „Cosme Damião”: 2017.[34]
- Najbolji mladi igrač godine Primeira Lige: 2017./18.[12]
- Član momčadi natjecanja finalnog dijela UEFA Lige nacije: 2019.[35]
- Član momčadi godine Primeira Lige: 2019./20.[36]
- FWA nogometaš godine: 2020./21.[17]
- Član PFA momčadi godine: 2020./21.[37]
- Igrač sezone Manchester Cityja: 2020./21.[38]
- Član momčadi sezone UEFA Lige prvaka: 2020./21.,[21] 2022./23.[24]
- Igrač sezone Premier lige: 2020./21.[3]
- Član ESM momčadi godine: 2020./21.[39]
- Branič sezone UEFA Lige prvaka: 2020./21.[40]
- Član IFFHS-ove momčadi svijeta: 2021.[41]
- FIFA FIFPro World11: 2021.[42]

### Klupska
Benfica
- Primeira Liga: 2018./19.[43]
- Supertaça Cândido de Oliveira: 2019.[44]
- UEFA Liga mladih (doprvak): 2016./17.[45]

Manchester City
- Premier liga: 2020./21., 2021./22., 2022./23.[46]
- FA kup: 2022./23.[47]
- Engleski Liga kup: 2020./21.[48]
- UEFA Liga prvaka: 2022./23.;[49] finalist: 2020./21.[50]
- UEFA Superkup: 2023.[51]

### Reprezentativna
Portugal
- UEFA Liga nacija: 2018./19.[35]

## Vanjske poveznice
- Profil, Manchester City
- Profil, Portugalski nogometni savez
- Rúben Dias, Transfermarkt
- Rúben Dias u UEFA-inim natjecanjima (arhivirane) (engl.)